# Eutropiichthys
Eutropiichthys is een geslacht van straalvinnige vissen uit de familie van glasmeervallen (Schilbeidae).

## Soorten
- Eutropiichthys britzi Ferraris & Vari, 2007
- Eutropiichthys burmannicus Day, 1877
- Eutropiichthys goongwaree (Sykes, 1839)
- Eutropiichthys murius (Hamilton, 1822)
- Eutropiichthys salweenensis Ferraris & Vari, 2007
- Eutropiichthys vacha (Hamilton, 1822)